# Тимбер, Квинтен
Квинтен Райан Криспито Тимбер (нидерл. Quinten Ryan Crispito Timber; род. 17 июня 2001, Утрехт, Нидерланды) — нидерландский футболист, полузащитник клуба «Фейеноорд» и сборной Нидерландов.

## Клубная карьера
Квинтен — воспитанник столичного клуба «Аякс». 15 октября 2018 года в матче против дублёров ПСВ он дебютировал за дублирующий состав клуба в Эрстедивизи. 5 мая 2021 года Тимбер подписал трёхлетний контракт с «Утрехтом». 15 августа в матче против роттердамской «Спарты» он дебютировал в Эредивизи. 17 октября в поединке против АЗ Квинтен забил свой первый гол за «Утрехт».
28 июля 2022 года Тимбер перешёл в роттердамский «Фейеноорд», подписав с клубом четырёхлетний контракт. 7 августа в матче против «Витесса» он дебютировал за новую команду. 28 августа в поединке против «Эммена» Квинтен забил свой первый гол за «Фейеноорд». 13 октября в матче Лиги Европы против датского «Мидтьюлланна» он забил гол. В 2023 году игрок помог клубу выиграть чемпионат.

## Международная карьера
В 2018 году в составе юношеской сборной Нидерландов Тимбер выиграл юношеский чемпионат Европы в Англии. На турнире он сыграл в матчах против команд Германии, Сербии, Испании, Англии, Ирландии и Италии.
В 2023 году в составе молодёжной сборной Нидерландов Тимбер принял участие в молодёжном чемпионате Европы в Румынии и Грузии. На турнире он сыграл в матчах против сборных Бельгии и Португалии.

## Личная жизнь
У Квинтена есть брат-близнец — Юрриен, который является игроком «Арсенала». До февраля 2018 года братья носили фамилию отца — Мадуро, а затем стали использовать фамилию матери — Тимбер.
Старший брат — Дилан, игрок клуба ВВВ-Венло и сборной Кюрасао.

## Достижения
Клубные
«Фейеноорд»
- Чемпион Нидерландов: 2022/23
- Обладатель Кубка Нидерландов: 2023/24
- Обладатель Суперкубка Нидерландов: 2024

Международные
Сборная Нидерландов (до 17 лет)
- Победитель чемпионата Европы (до 17 лет): 2018

## Статистика выступлений

### Клубная
| Клуб             | Сезон            | Лига | Лига | Кубок | Кубок | Европейские кубки | Европейские кубки | Прочие | Прочие | Итого | Итого |
| Клуб             | Сезон            | Игры | Голы | Игры  | Голы  | Игры              | Голы              | Игры   | Голы   | Игры  | Голы  |
| ---------------- | ---------------- | ---- | ---- | ----- | ----- | ----------------- | ----------------- | ------ | ------ | ----- | ----- |
| → Йонг Аякс      | 2018/19          | 2    | 1    | —     | —     | —                 | —                 | —      | —      | 2     | 1     |
| → Йонг Аякс      | 2019/20          | 25   | 2    | —     | —     | —                 | —                 | —      | —      | 25    | 2     |
| → Йонг Аякс      | 2020/21          | 13   | 0    | —     | —     | —                 | —                 | —      | —      | 13    | 0     |
| → Йонг Аякс      | Итого            | 40   | 3    | —     | —     | —                 | —                 | —      | —      | 40    | 3     |
| Утрехт           | 2021/22          | 31   | 2    | 0     | 0     | —                 | —                 | 2      | 0      | 33    | 2     |
| Утрехт           | Итого            | 31   | 2    | 0     | 0     | —                 | —                 | 2      | 0      | 33    | 2     |
| Фейеноорд        | 2022/23          | 24   | 2    | 1     | 0     | 6                 | 1                 | —      | —      | 31    | 3     |
| Фейеноорд        | 2023/24          | 31   | 7    | 5     | 1     | 7                 | 0                 | 1      | 0      | 44    | 8     |
| Фейеноорд        | 2024/25          | 18   | 6    | 1     | 0     | 7                 | 0                 | 0      | 0      | 26    | 6     |
| Фейеноорд        | Итого            | 73   | 15   | 7     | 1     | 20                | 1                 | 1      | 0      | 101   | 17    |
| Всего за карьеру | Всего за карьеру | 144  | 20   | 7     | 1     | 20                | 1                 | 3      | 0      | 174   | 22    |

### Список матчей за сборную
| Матчи Квинтена Тимбера за сборную Нидерландов | Матчи Квинтена Тимбера за сборную Нидерландов | Матчи Квинтена Тимбера за сборную Нидерландов | Матчи Квинтена Тимбера за сборную Нидерландов | Матчи Квинтена Тимбера за сборную Нидерландов | Матчи Квинтена Тимбера за сборную Нидерландов |
| №                                             | Дата                                          | Соперник                                      | Счёт                                          | Голы Тимбера                                  | Соревнование                                  |
| --------------------------------------------- | --------------------------------------------- | --------------------------------------------- | --------------------------------------------- | --------------------------------------------- | --------------------------------------------- |
| 1                                             | 26 марта 2024                                 | Германия                                      | 1:2                                           |                                               | Товарищеский матч                             |
| 2                                             | 7 сентября 2024                               | Босния и Герцеговина                          | 5:2                                           |                                               | Лига наций УЕФА 2024/25. Группа A3            |
| 3                                             | 10 сентября 2024                              | Германия                                      | 2:2                                           |                                               | Лига наций УЕФА 2024/25. Группа A3            |
| 4                                             | 11 октября 2024                               | Венгрия                                       | 1:1                                           |                                               | Лига наций УЕФА 2024/25. Группа A3            |
| 5                                             | 14 октября 2024                               | Германия                                      | 0:1                                           |                                               | Лига наций УЕФА 2024/25. Группа A3            |

Итого: 5 матчей / 0 голов; 1 победа, 2 ничьих, 2 поражения.